# Il Mondo (rivista)
Il Mondo è stato un settimanale politico, culturale ed economico fondato a Roma da Gianni Mazzocchi. È stato pubblicato dal 1949 al 1966, e poi ancora dal 1969 al 2014.

## Il Mondodi Pannunzio

### La rivista
Il gruppo dei fondatori, costituito da Mario Pannunzio (direttore responsabile), Vittorio Gorresio, Ennio Flaiano, Corrado Alvaro, Mino Maccari, Alessandro Corvisieri e Vitaliano Brancati, si era conosciuto al settimanale Omnibus (1937-1939).
Il primo numero del Mondo uscì il 19 febbraio 1949. La rivista era stampata in rotocalco, con una foliazione di 12 pagine. Il disegno della testata fu affidato ad Amerigo Bartoli. La prima redazione era composta da Ennio Flaiano (caporedattore), Bice Munafò, Nina Ruffini e Alfredo Mezio. Nel primo numero apparvero in prima pagina due articoli. Il principale fu Offensive di pace di Anonimo, cioè Augusto Guerriero, mentre di spalla era Salvarsi di Carlo Sforza. A pagina 2 era la rubrica «Taccuino», che divenne seguitissima, mentre a pagina 3 (la pagina culturale per eccellenza) si trovavano le riflessioni dell'economista liberale tedesco Wilhelm Röpke e di Giovanni Spadolini, all'epoca appena ventiquattrenne. Nelle pagine interne si notavano le firme di Panfilo Gentile, Silvio Negro, Alfio Russo e la rubrica «Ventesimo secolo» di Guerriero. Chiuse il numero uno speciale di due pagine sul carteggio Luigi Albertini-Gabriele D'Annunzio a cura di Antonio Baldini.
Nato inizialmente come periodico di cultura laica, alternativo ai due grandi blocchi, quello social-comunista e quello democristiano, conservò una linea di totale indipendenza rispetto al potere politico ed economico-finanziario. Culturalmente il settimanale fu debitore del pensiero di Benedetto Croce, Gaetano Salvemini e Giulio Einaudi, che peraltro furono collaboratori del periodico durante le prime annate (Einaudi si firmò con lo pseudonimo Manlio Magini)
Apparvero sulle pagine del Mondo articoli di Ernesto Rossi, Enzo Forcella, Alberto Baumann, Antonio Cederna, Giulia Massari, Carlo Laurenzi, Nicolò Carandini, Alberto Moravia, Leonardo Sciascia, Leone Cattani, Mario Ferrara, Roberto Pane, Marco Pannella, Giovanni Spadolini, Eugenio Scalfari, Tommaso Landolfi, Indro Montanelli, Vittorio De Caprariis, Mario Paggi, Panfilo Gentile e Guglielmo Alberti. Tra i collaboratori stranieri la rivista annoverò gli scrittori Thomas Mann e George Orwell. 
Il Mondo ebbe durante tutta la sua esistenza (19 febbraio 1949 - 8 marzo 1966) un unico direttore: Mario Pannunzio.
Nei primi anni la vendita media fu tra le 15 000 e le 18 000 copie, con punte di 20 000 unità. Nel 1955 Pannunzio portò il giornale da 12 a 16 pagine. La gestione del settimanale restò in disavanzo. Nel 1956 l'editore (Mazzocchi) decise di riportare Il Mondo a 12 pagine. In settembre regalò la testata a una società di cui i principali azionisti erano Nicolò Carandini e Arrigo Olivetti (cognato e cugino primo di Adriano).

### Gli «Amici del Mondo»
Consultando la collezione della rivista è possibile ricavare uno spaccato della vita politica italiana compreso tra il 1949 e il 1966. «"Il Mondo" raccoglie e descrive come documenti le tensioni sociali, gli slanci economici, le istanze culturali, gli equilibri politici, gli sviluppi ideologici, le carenze istituzionali, le vicende di cronaca e di costume» di un intero periodo della storia repubblicana. Per descrivere i personaggi che ruotavano attorno al Mondo, Pannunzio coniò questo slogan: Progressisti in politica, conservatori in economia, reazionari nel costume.
Alla data di fondazione del Mondo (1949) il gruppo di Pannunzio non apparteneva a nessun partito: gli amici avevano costituito il Movimento liberale italiano, nato l'anno precedente. Ne facevano parte anche personalità provenienti dal disciolto Partito d'Azione Attorno alla rivista si era dunque formata una sorta di corrente politica. Nel 1951 il gruppo di Pannunzio accettò di rientrare nel Partito Liberale Italiano.
Durante il VII Congresso del PLI, svoltosi a Roma (Palacongressi dell'Eur) dal 9 all'11 dicembre 1955, gli “Amici del Mondo” diedero inizio all'avventura del Partito Radicale. Essi erano variamente composti: ne facevano parte un gruppo di secessionisti del Partito Liberale (tra cui Pannunzio), una frangia moderata (Villabruna, Olivetti, Carandini, Libonati) e una parte più progressista che vedeva tra i suoi militanti Arrigo Benedetti e Eugenio Scalfari.
Ernesto Rossi, in un primo momento, si mostrò titubante circa l'adesione al partito ma, in occasione della prima costituente – 20 gennaio 1956 - fu egli stesso a cercare di convincere, in ambiente progressista, Giorgio Agosti e Manlio Rossi Doria ad aderire alla nuova iniziativa politica.
Il Partito Radicale si pose come alternativa alle forze politiche dominanti, intendendo la democrazia in senso laico, socialista e riformista. Questa "terza forza" si prefiggeva di sbloccare una situazione politica già imbrigliata - come sosteneva Nicolò Carandini - tra il timore comunista da una parte e le istanze clericali dall'altra. D'altra parte il partito decise di rifiutare in parlamento ogni compromesso con le altre forze politiche presenti. Ciò a causa dell'ostilità che i fondatori avevano sempre nutrito nei confronti dei partiti politici, "mere macchine per fabbricare deputati e senatori". Può essere così spiegata la scarsa risolutezza che caratterizzò i primi anni di vita della nuova formazione politica.
Gli "Amici del Mondo" e il Partito Radicale condividevano, ad un primo sguardo, un orizzonte comune di problematiche, percorsi e obiettivi politico-sociali. Le istanze di maggior vicinanza erano ravvisabili, in primo luogo, nella necessità di abrogare talune leggi fasciste ancora presenti all'interno dell'ordinamento italiano e, successivamente, la realizzazione delle Comunità europee, l'approvazione di leggi antitrust, la difesa di una cultura e di un pensiero laico (soprattutto all'interno della scuola statale), "l'abolizione della miseria", l'urgenza di normare gli ambiti relativi al divorzio e al riconoscimento dei figli nati fuori dal matrimonio... Nel Taccuino. Il resto è silenzio, apparso nel dicembre 1955 sul Mondo, circa la comunione d'intenti tra uomini di salda cultura liberale – come Rossi, Riccardo Bauer, Aldo Garosci - e i “nuovi radicali”- Bruno Villabruna, Mario Pannunzio, Nicolò Carandini, Francesco Libonati...– , fu scritto: «Accomunati dal vincolo fraterno delle amare esperienze non rassegnati, non perplessi, si accingono a costituire una nuova larga formazione politica che s'ispiri ad una concezione moderna e civile del liberalismo, a quella concezione che Benedetto Croce ebbe a definire ad una parola radicale […] In questo campo, i padroni del vapore non troveranno certo mercenari e staffieri pronti a vender le idee per un assegno mensile».
Nonostante il Partito radicale mostrasse caratteristiche che senza dubbio erano perfettamente aderenti al pensiero di Ernesto Rossi, l'economista iniziò a porre una certa distanza tra sé e gli "Amici del Mondo". Con il passare degli anni i rapporti tra Rossi e Pannunzio divennero "molto freddi". La rottura del forte sodalizio tra Rossi e Pannunzio, che si era cementato nel corso della loro reciproca collaborazione al Mondo, avvenne nel 1962. In quell'anno scoppiò una diatriba all'interno del partito fra gli alternativisti, che intendevano costituire la “sinistra radicale” (Gianfranco Spadaccia, Marco Pannella, Roccella, Mellini, Angiolo Bandinelli, Massimo Teodori) e i filo-lamalfiani (Giovanni Ferrara, Stefano Rodotà, Piero Craveri).
Il gruppo degli “Amici del Mondo” si lacerò e vide scindersi dal suo interno personalità quali Pannunzio, Carandini e Cattani. A provocare la rottura definiva tra Rossi e Pannunzio fu in particolare il “caso Piccardi”. Lo storico Renzo De Felice aveva scoperto nel corso delle sue ricerche sul razzismo in Italia, che nel 1939 Leopoldo Piccardi (1899-1974), in qualità di Consigliere di stato, aveva partecipato ad un convegno giuridico italo-tedesco destinato ad essere il luogo dell'elaborazione teorica delle leggi razziali. Mentre Pannunzio e altri “Amici del Mondo” condannarono irrevocabilmente Leopoldo Piccardi, Rossi che aveva sulle spalle anni di collaborazione con “l'amico del Mondo”, gli fu solidale, insieme a Ferruccio Parri. Dopo la rottura col "Mondo", Parri e Rossi avviarono un sodalizio intellettuale che li vide collaborare sulle colonne del settimanale L'Astrolabio.
Gianfranco Spadaccia nel suo ritratto dedicato ad Ernesto Rossi “radicale” ricorda: «Noi, con la guida e la tenace ostinazione di Marco Pannella, invece raccogliemmo l'eredità organizzativa e politica del Partito Radicale ridotto ormai a poche decine di iscritti ma avemmo l'insperato sostegno di Elio Vittorini, che accettò di divenire presidente del Consiglio nazionale. Anche con Ernesto ci fu dunque una separazione organizzativa. Il suo scetticismo nei confronti dello strumento-partito fu rafforzato dalle vicende traumatiche che il P.R. aveva subito. Non vi fu mai invece separazione personale e dissenso politico».
Dal gruppo degli “Amici del Mondo” presieduto da Arrigo Olivetti nacque nel 1968 il Centro “Mario Pannunzio” fondato dallo stesso Arrigo Olivetti con Mario Soldati e un gruppo di giovani guidato da Pier Franco Quaglieni. Fondato a Torino, il Centro Pannunzio si è sviluppato in tutt'Italia.

## Il Mondodi Rizzoli
Nel 1969 Gianni Mazzocchi rileva la testata e ne affida la direzione ad Arrigo Benedetti (1969-1972), storico amico di Pannunzio. La numerazione viene riagganciata agli ultimi numeri del Mondo di Pannunzio: il primo numero riporta l'indicazione "Anno XXI". Due anni dopo Mazzocchi cede la proprietà alla Rizzoli Editore.
Nel 1976, sotto la direzione di Paolo Panerai, il periodico passa da settimanale di attualità a rivista specializzata in economia. Il Mondo si apre da allora con un editoriale, una rubrica che tratta tematiche politiche (Il cerchio e la botte) e una rubrica denominata Geobusinnes che affronta tematiche economiche internazionali. Segue la sezione Primo piano, con le novità o inchieste di rilievo, e continua con le sezioni qui riportate: Mercati, Imprese, Hi-tech, Professioni, Il meglio (su moda e tendenze) e Dossier. Panerai porta le vendite da 11 000 copie a 75-89.000. Dopo la direzione di Giulio Anselmi, che non altera la formula, nel 1987 il nuovo direttore Michele Tito fa del Mondo un giornale di tendenza. Durante la direzione di Redento Mori (1988-1995) fu caporedattore il mantovano Guido Vigna.
La rivista è stata chiusa nel febbraio 2014.

### Direttori
- Arrigo Benedetti (1969-1972)
  - Renato Ghiotto, condirettore
- Renato Ghiotto (1973-1974),
- Mario Pendinelli (1975)[21],
- Antonio Ghirelli (1975 - marzo 1976),
- Paolo Panerai (marzo 1976 - 1986),
- Giulio Anselmi (1986-1987),
- Michele Tito (1987-1988),
- Redento Mori (1988 - dicembre 1995) - A fine dicembre il periodico sospende le pubblicazioni
- Guido Gentili (febbraio 1996 - 1999)
- Gianni Gambarotta (1999-2006)[22],
- Enrico Romagna-Manoja (2006-2014)